# Lux-priset

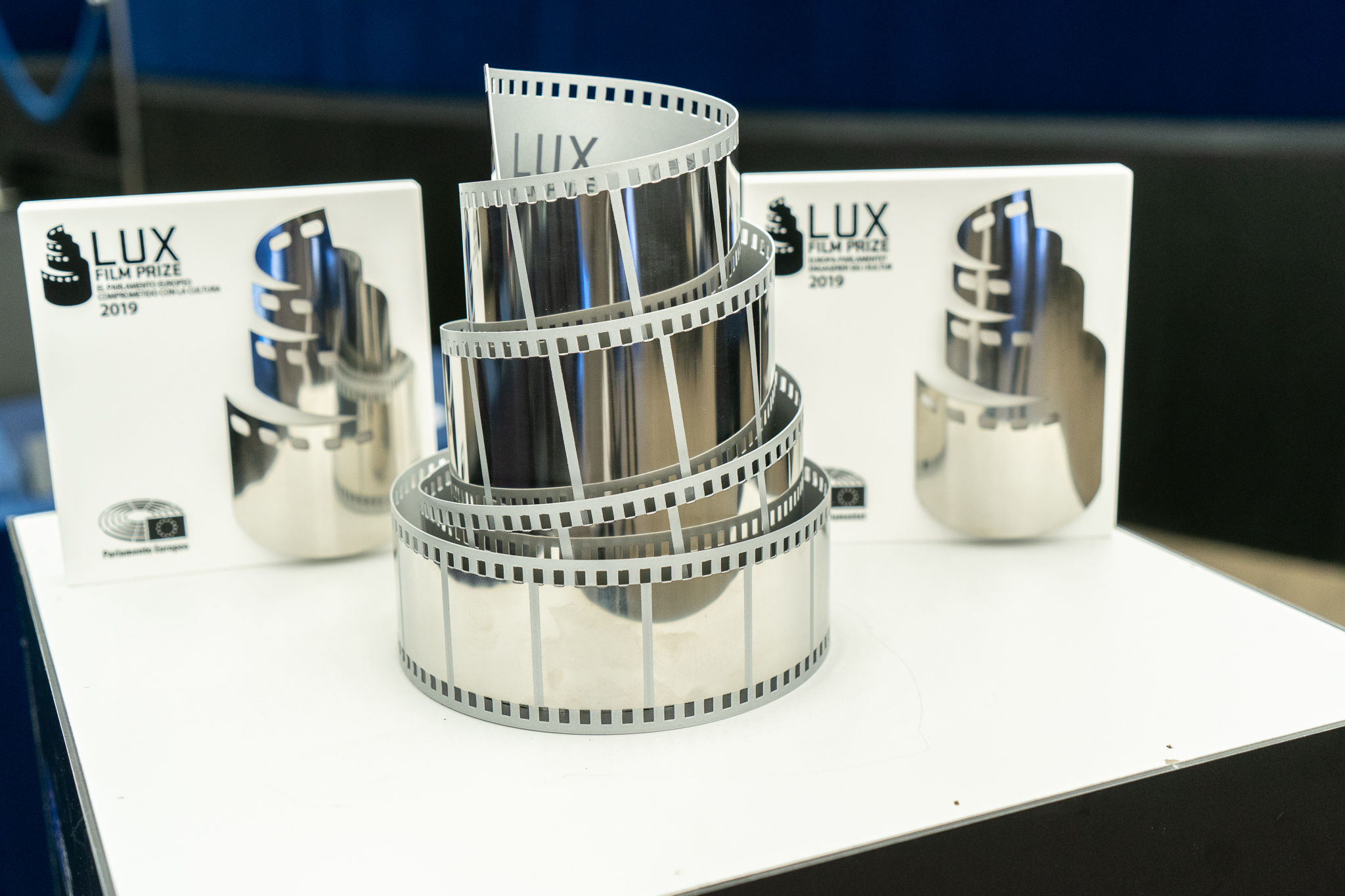

Lux-priset är ett europeiskt filmpris som i två olika inkarnationer delats ut sedan 2007. Det fick sitt namn efter SI-enheten för illuminans, "lux", som i sin tur kommer från latinets ord för "ljus". 

## Europaparlamentets LUX-pris
Europaparlamentets LUX-pris delades ut av Europaparlamentet 2007–2019, efter omröstning bland parlamentets ledamöter. Syftet var lysa upp den allmänna debatten om Europeisk integration och att underlätta spridning och distribution av europeisk film inom Europeiska unionen.

### Selektionskriterier
Filmerna som valdes måste uppfylla följande kriterier:
- Fiktion- eller dokumentärfilm (kan också vara animerad film)
- Minst 60 minuter speltid
- Producerad eller samproducerad i ett av Europeiska unionens medlemsstater eller i Island, Liechtenstein, Norge eller Schweiz
- Filmen skall illustrera universaliteten i de europeiska värdena och mångfalden av europeisk kultur, samt skapa insikter till debatten om processen att bygga ett Europa
- Filmen skall ha haft premiär mellan 1 maj föregående år och 1 juni innevarande år

### Juryn
En 21 personer stor urvalspanel bestående av filmproducenter, biografchefer, filmfestivalarrangörer och filmkritiker  utnämndes av Europaparlamentets utskott för kultur och utbildning, som också årligen bytte ut en tredjedel av medlemmarna i panelen. Urvalspanelen valde ut 10 filmer som kortlistas och visades i Europaparlamentet. Bland dessa 10 filmer valdes sedan urvalspanelen ut 3 filmer som gick till den slutliga omröstningen, där alla medlemmar av Europaparlamentet, som sett alla 3 filmerna, fick rösta om den slutliga vinnaren.

### Priset
Själva LUX-priset bestod av en pokal samt distributionshjälp i form av textning av filmen på alla Europeiska unionens 24 officiella språk.

### Vinnande & nominerade fimer
| Year | Svensk titel                       | Originaltitel                       | Regissör                              | Regissörens nationalitet |
| ---- | ---------------------------------- | ----------------------------------- | ------------------------------------- | ------------------------ |
| 2007 | Vid himlens utkant                 | Auf der anderen Seite               | Fatih Akın                            | Tyskland                 |
| 2007 | 4 månader, 3 veckor och 2 dagar    | 4 luni, 3 săptămâni şi 2 zile       | Cristian Mungiu                       | Rumänien                 |
| 2007 | Belle Toujours                     | Belle Toujours                      | Manoel de Oliveira                    | Portugal                 |
| 2008 | Lornas tystnad                     | Le Silence de Lorna                 | Jean-Pierre Dardenne och Luc Dardenne | Belgien                  |
| 2008 | Delta                              | Delta                               | Kornél Mundruczó                      | Ungern                   |
| 2008 | Citizen Havel                      | Občan Havel                         | Miroslav Janek och Pavel Koutecký     | Tjeckien                 |
| 2009 | Welcome                            | Welcome                             | Philippe Lioret                       | Frankrike                |
| 2009 | Eastern Plays                      | Източни пиеси                       | Kamen Kalev                           | Bulgarien                |
| 2009 | Storm                              | Sturm                               | Hans-Christian Schmid                 | Tyskland                 |
| 2010 | Den utländska                      | Die Fremde                          | Feo Aladag                            | Österrike                |
| 2010 | Plato's Academy                    | Akadimia Platonos                   | Filippos Tsitos                       | Grekland                 |
| 2010 | Illegal                            | Illégal                             | Olivier Masset-Depasse                | Belgien                  |
| 2011 | Snön på Kilimanjaro                | Les Neiges du Kilimandjaro          | Robert Guédiguian                     | Frankrike                |
| 2011 | Attenberg                          | Attenberg                           | Athina Rachel Tsangari                | Grekland                 |
| 2011 | Play                               | Play                                | Ruben Östlund                         | Sverige                  |
| 2012 | Jag heter Li                       | Io sono Li                          | Andrea Segre                          | Italien                  |
| 2012 | Just the Wind                      | Csak a szél                         | Benedek Fliegauf                      | Ungern                   |
| 2012 | Tabu                               | Tabu                                | Miguel Gomes                          | Portugal                 |
| 2013 | The Broken Circle Breakdown        | The Broken Circle Breakdown         | Felix Van Groeningen                  | Belgien                  |
| 2013 | Miele                              | Miele                               | Valeria Golino                        | Italien                  |
| 2013 | The Selfish Giant                  | The Selfish Giant                   | Clio Barnard                          | Storbritannien           |
| 2014 | Ida                                | Ida                                 | Paweł Pawlikowski                     | Polen                    |
| 2014 | Class Enemy                        | Razredni sovražnik                  | Rok Biček                             | Slovenien                |
| 2014 | Girlhood                           | Bande de filles                     | Céline Sciamma                        | Frankrike                |
| 2015 | Mustang                            | Mustang                             | Deniz Gamze Ergüven                   | Turkiet                  |
| 2015 | Mediterranea                       | Mediterranea                        | Jonas Carpignano                      | Italien                  |
| 2015 | Läxan                              | Urok                                | Kristina Grozeva och Petar Valchanov  | Bulgarien                |
| 2016 | Min pappa Toni Erdmann             | Toni Erdmann                        | Maren Ade                             | Tyskland                 |
| 2016 | As I Open My Eyes                  | À Peine J'Ouvre Les Yeux            | Leyla Bouzid                          | Tunisien                 |
| 2016 | Mitt liv som Zucchini              | Ma Vie de Courgette                 | Claude Barras                         | Schweiz                  |
| 2017 | Sameblod                           | Sameblod                            | Amanda Kernell                        | Sverige                  |
| 2017 | 120 slag i minuten                 | 120 battements par minute           | Robin Campillo                        | Frankrike                |
| 2017 | Western                            | Western                             | Valeska Grisebach                     | Tyskland                 |
| 2018 | Woman at War                       | Kona fer í stríð                    | Benedikt Erlingsson                   | Island                   |
| 2018 | The Other Side of Everything       | Druga strana svega                  | Mila Turajlić                         | Serbien                  |
| 2018 | Styx                               | Styx                                | Wolfgang Fischer                      | Österrike                |
| 2019 | Gud finns, hennes namn är Petrunya | Gospod postoi, imeto i' e Petrunija | Teona Strugar Mitevska                | Nordmakedonien           |
| 2019 | The Realm                          | El reino                            | Rodrigo Sorogoyen                     | Spanien                  |
| 2019 | Cold Case Hammarskjöld             | Cold Case Hammarskjöld              | Mads Brügger                          | Danmark                  |

## LUX-publikpriset
Efter ett uppehåll 2020, återkom priset i förändrad form, ihopslaget med publikpriset på European Film Awards. Denna version av priset, kallat LUX-publikpriset, är ett samarbete mellan Europaparlamentet och Europeiska filmakademin, och delas ut årligen sedan 2021.
Under Covid-19-pandemin hade priset omformades, och sedan 2021 utses vinnaren genom omröstning av den europeiska filmpubliken och EU-parlamentarikerna. Båda grupperna ombeds ge betyg på en handfull nominerade filmer, och vardera grupp bidrar med 50 procent till det slutgiltiga betyget. Vinnare är den film som fått högsta slutbetyg – resultatet meddelas under en cermini Europaparlamentet i mars varje år.
Priset hyllar europeisk film och vill sätta fokus på sociala, politiska och kulturella frågor i Europa.

### Vinnande & nominerade fimer
| År   | Svensk titel                | Originaltitel             | Regissör                     | Regissörens nationalitet |
| ---- | --------------------------- | ------------------------- | ---------------------------- | ------------------------ |
| 2021 | Collective                  | Colectiv                  | Alexander Nanau              | Rumänien                 |
| 2021 | En runda till               | Druk                      | Thomas Vinterberg            | Danmark                  |
| 2021 | Corpus Christi              | Boże Ciało                | Jan Komasa                   | Polen                    |
| 2022 | Quo Vadis, Aida?            | Quo Vadis, Aida?          | Jasmila Žbanić               | Bosnien och Hercegovina  |
| 2022 | Flykt                       | Flugt                     | Jonas Poher Rasmussen        | Danmark                  |
| 2022 | Den stora friheten          | Große Freiheit            | Sebastian Meise              | Österrike                |
| 2023 | Close                       | Close                     | Lukas Dhont                  | Belgien                  |
| 2023 | En persikolund i Katalonien | Alcarràs                  | Carla Simón                  | Spanien                  |
| 2023 | Burning Days                | Kurak Günler              | Emin Alper                   | Turkiet                  |
| 2023 | Triangle of Sadness         | Triangle of Sadness       | Ruben Östlund                | Sverige                  |
| 2023 | Will-o'-the-Wisp            | Fogo-Fátuo                | João Pedro Rodrigues         | Portugal                 |
| 2024 | Lärarrummet                 | Das Lehrerzimmer          | Ilker Çatak                  | Tyskland                 |
| 2024 | Höstlöv som faller          | Kuolleet lehdet           | Aki Kaurismäki               | Finland                  |
| 2024 | Kalla mig Lucía             | 20.000 especies de abejas | Estibaliz Urresola Solaguren | Spanien                  |
| 2024 | Ombord på Adamant           | Sur l'Adamant             | Nicolas Philibert            | Frankrike                |
| 2024 | Smoke Sauna Sisterhood      | Savvusanna sõsarad        | Anna Hints                   | Estland                  |